# Pablo Amo
Pablo Amo Aguado (ur. 15 stycznia 1978 roku w Madrycie) – piłkarz hiszpański występujący jako obrońca. 

## Kariera
Pablo Amo jest wychowankiem Sporting Gijón. Profesjonalną karierę rozpoczął w barwach zespołu z Asturii w 1999 roku. Przez 3 lata występował w Segunda División. W 2002 roku przeszedł do pierwszoligowego Deportivo La Coruña. Piłkarzem tego klubu był przez 7 lat. W międzyczasie rozegrał 3 mecze w Lidze Mistrzów. W 2006 roku Amo dwukrotnie był wypożyczany. Do Realu Valladolid, w którym nie rozegrał ani jednego meczu oraz do Recreativo Huelva. Rozegrał tam 18 spotkań i strzelił jedną bramkę w meczu z Racingiem Santander. 13 stycznia 2008 roku, w pierwszym meczu po powrocie do Deportivo strzelił bramkę i dostał czerwoną kartkę w przegranym 3:4 meczu z Villarreal CF. Trzy miesiące później zdobył gola w wygranym 2:0 spotkaniu z FC Barceloną. Po wygaśnięciu kontraktu Pablo Amo podpisał dwuletni kontrakt z Realem Saragossa. W 2010 roku odszedł do Panserraikosu.